# Meridià 66 a l'est
El meridià 66 a l'est de Greenwich és una línia de longitud que s'estén des del pol Nord travessant l'oceà Àrtic, Àsia, l'oceà Índic, l'oceà Antàrtic i l'Antàrtida fins al pol Sud.
El meridià 66 a l'est forma un cercle màxim amb el meridià 114 a l'oest. Com tots els altres meridians, la seva longitud correspon a una semicircumferència terrestre, uns 20.003,932 km. Al nivell de l'Equador, és a una distància del meridià de Greenwich de 7.347 km.

## De Pol a Pol
Començant en el pol Nord i dirigint-se cap al pol Sud, aquest meridià travessa:
| Coordenades                             | País, territori o mar | Notes                                                        |
| --------------------------------------- | --------------------- | ------------------------------------------------------------ |
| 90° 0′ N, 66° 0′ E / 90.000°N,66.000°E  | Oceà Àrtic            | Passa a l'est de l'Illa Graham Bell, Terra de Francesc Josep |
| 81° 0′ N, 66° 0′ E / 81.000°N,66.000°E  | Mar de Barents        |                                                              |
| 76° 44′ N, 66° 0′ E / 76.733°N,66.000°E | Rússia                | Illa Séverni, Nova Terra                                     |
| 75° 56′ N, 66° 0′ E / 75.933°N,66.000°E | Mar de Kara           |                                                              |
| 69° 5′ N, 66° 0′ E / 69.083°N,66.000°E  | Rússia                |                                                              |
| 54° 37′ N, 66° 0′ E / 54.617°N,66.000°E | Kazakhstan            |                                                              |
| 42° 56′ N, 66° 0′ E / 42.933°N,66.000°E | Uzbekistan            |                                                              |
| 38° 13′ N, 66° 0′ E / 38.217°N,66.000°E | Turkmenistan          |                                                              |
| 37° 27′ N, 66° 0′ E / 37.450°N,66.000°E | Afganistan            |                                                              |
| 29° 47′ N, 66° 0′ E / 29.783°N,66.000°E | Pakistan              | Balutxistan Occidental                                       |
| 25° 25′ N, 66° 0′ E / 25.417°N,66.000°E | Oceà Índic            |                                                              |
| 60° 0′ S, 66° 0′ E / 60.000°S,66.000°E  | Oceà Antàrtic         |                                                              |
| 67° 43′ S, 66° 0′ E / 67.717°S,66.000°E | Antàrtida             | Territori Antàrtic Australià, reclamada per Austràlia        |